# Татары в Грузии
Татары в Грузии (тат. Гөрҗистан татарлары) — представители национальных меньшинств Грузии.

## История
История проживающих в Грузии татар неразрывно связана с нашествием на эту территорию кыпчакских племён. В XII-XIII веках грузинские монархи вербовали половецких наёмников в войне с мусульманскими государствами и остальными населявшими территорию Южного Кавказа племенами, в частности, с турками-сельджуками. В XIII веке половцы, как и в других территориях, где они населяли, подверглись нападкам со стороны татаро-монгольских захватчиков во время захвата ими Грузии. Оставшиеся на территории Грузии половецкие племена растворились в грузинском народе, либо же в результате смешивания с автохтонными племенами сформировали современные тюркские народы, говорящие на кыпчакском диалекте, в лице ногайцев, кумык, карачаевцев, балкарцев, а также оказали влияние на формирование месхетинских турок.
Важно отметить, что до XX века в Грузии имя «татары» было применимо преимущественно к азербайджанцам. Поэтому очень сложно предположить точное появление современных поволжских татар на этой земле. В ряде источников указывается, что поволжские татары в Тбилиси были выходцами из Кузнецкого уезда Саратовской губернии, Темниковского уезда Тамбовской губернии и Пензенской губернии, что соответствует коренным селам современных татар-мишарей. Известно, что в 1860-е гг. часть поволжских татар «секты сунни» служила ямщиками на Цалканской почтовой станции Военно-Грузинской дороги.

## Численность
| Народ  | 1926 | 1959 | 1989 | 2019 |
| ------ | ---- | ---- | ---- | ---- |
| татары | 599  | 5441 | 4099 | 2800 |

## Вклад
Несмотря на свою малочисленность, татары, как и остальные проживающие в Грузии мусульманские народы, оказали немалый вклад в развитие ислама в Грузии. Так основатель династии Терегуловых — Сафар Терегулов — открыл в Тифлисе русско-татарскую школу и руководил одной из мечетей этого города, вместе с братом занимаясь благотворительностью. С началом Первой мировой войны Кавказскую армию возглавлял мулла Тифлисской городской суннитской мечети Невман Терегулов, награждённый за свою службу орденом Святого Станислава 3-й степени.